# Maya Herrera
Maya Herrera egy kitalált szereplő a Hősök (Heroes) című televíziósorozatsorozatban, akit Dania Ramirez alakít. Maya, történetének kezdetén, ikertestvérével, Alejandróval együtt a Dominikai Köztársaságból az Amerikai Egyesült Államokba, New Yorkba akar eljutni, hogy Chandra Suresh segítségét kérjék (mivel nincsenek vele tisztában, hogy halott). Eközben a rendőrség többszörös gyilkosság vádja miatt üldözi őket.
Maya először a „Négy hónappal később” című epizódban tűnik fel, amely a sorozat második évadának első része, ugyanakkor testvérével együtt már korábban bemutatkoznak a „Maya y Alejandro” című Hősök webképregényben.
|  | Alább a cselekmény részletei következnek! |

Maya képessége az emberek számára igen veszélyes. Maya stresszhelyzetben egy vírusszerű anyagot választ ki a szervezetéből, ami a szemein át távozva fekete folyadékként jelenik meg. Ez a méreg a közelében tartózkodó emberek szinte azonnali halálát okozza, Alejandro azonban immunis rá.
Maya és Alejandro azért menekülnek a rendőrség elől, mivel Maya képessége már számos ember halálát okozta. Maya csak akkor tudja kordában tartani képességét ha Alejandro is mellette van, ezért ragaszkodik a közelségéhez és megpróbálja elkerülni, hogy külön kelljen válniuk.